# Ye Jianying
Dans ce nom chinois, le nom de famille, Ye, précède le nom personnel.
 (septembre 2012).
Si vous disposez d'ouvrages ou d'articles de référence ou si vous connaissez des sites web de qualité traitant du thème abordé ici, merci de compléter l'article en donnant les références utiles à sa vérifiabilité et en les liant à la section « Notes et références ».
Ye Jianying (en chinois : 葉劍英), né le 28 avril 1897 dans le xian de Mei et mort le 22 octobre 1986 à Pékin, est un homme d'État chinois, membre du Parti communiste.

## Biographie
Né sous le nom de Ye Yiwei dans une riche famille de marchands chrétiens Hakkas dans un vieux village du comté de Jiaying (aujourd'hui nommé Xian de Mei). La plupart de ses frères et sœurs sont morts avant d'atteindre l'âge adulte.
Après avoir obtenu son diplôme de l'Académie militaire du Yunnan en 1919, il rejoint le Kuomintang puis enseigne à l'Académie de Huangpu.
Il rejoint le Parti communiste chinois en 1927.
Cette année-là, il participe à l'échec du soulèvement de Nanchang et est contraint de fuir à Hong Kong avec deux autres chefs du soulèvement : Zhou Enlai et Ye Ting.
Peu de temps après, malgré son opposition personnelle, il s'acquitte fidèlement de ses fonctions pendant la Commune de Canton, mais cette nouvelle insurrection se solde par un nouvel échec et une terrible répression du Kuomintang; il fut de nouveau obligé de fuir à Hong Kong avec Ye Ting et Nie Rongzhen.
Ye Ting fut tenu comme seul responsable de cet échec par le Kominterm et contraint à l'exil. Ye ne fut pas inquiété et put partir étudier les sciences militaires à Moscou.
De retour en Chine en 1932, il rejoint la République soviétique chinoise pour servir comme chef d'état-major de la quatrième armée de front de Zhang Guotao. Cependant, après que les combattants de Zhang aient rencontré les forces de Mao Zedong pendant la Longue marche.
Zhang et Mao n'étaient pas d'accord sur les mouvements à venir de l'Armée rouge chinoise. Zhang a préféré aller vers le sud pour établir une nouvelle base dans les régions habitées par les Tibétains et les Qiangs. 
Comme Mao l'avait prévu cela s'est avéré être un désastre, Zhang a perdu plus de 75 % de ses effectifs et a dû se replier sur Yan'an.
Durant cet épisode, bien que Ye soit sous les ordres de Zhang et au lieu de le soutenir inconditionnellement comme lors de la commune de Canton, il s'est enfui à la base de Mao avec l'ensemble des livres de codes et des cartes de l'armée de Zhang.
En conséquence, les communications de Zhang avec le Kominterm ont été coupées, tandis que Mao a pu établir une liaison radio, ce qui conduisit à faire accepter au Kominterm le leadership de Mao sur le mouvement communiste chinois.
Mao n'oubliera jamais la contribution de Ye, et déclara plus tard que: Ye Jianying a sauvé le Parti communiste, l'Armée rouge  et la révolution chinoise.
Après l'établissement de la république populaire de Chine, Ye est nommé maire de Canton ce qui lui coute sa carrière politique durant l'ère Mao. 
En effet, Ye a compris que les conditions économiques de la région sont très différentes du reste de la Chine, puisque la plupart des propriétaires fonciers cantonais sont eux-mêmes des paysans qui participent à la production sans exploiter leur locataires.
Il a donc refusé de déposséder les propriétaires et en assumant leur protection. Cependant, ceci contredisaient les directives générales de la réforme agraire mandatée par le parti qui pose la lutte des classes comme la priorité absolue.
Sa politique est bientôt jugé trop molle et en 1952, Ye et son équipe sont remplacés par Lin Biao, qui met en place une politique beaucoup plus dure et répressive; des centaines de milliers de propriétaires cantonais sont exécutés. 
Cependant, Mao n'a pas oublié ce que Ye a fait pour lui durant la Longue marche, et l'a ainsi seulement relevé de ses fonctions politiques tout en préservant ses fonctions militaires. En conséquence, jusqu'en 1968, Ye reste très actif dans divers postes militaires. Il est nommé maréchal en 1955.
Après la chute de Lin Biao et sa mort en 1971, l'influence de Ye grandit rapidement, il aide à la réhabilitation de nombreux réformateurs déchus durant la révolution culturelle dont Deng Xiaoping. Ye devient vice-président du parti et membre du Comité permanent du Bureau politique lors du 10e congrès en août 1973 puis est nommé ministre de la Défense en 1975, poste laissé vacant depuis le renversement de Lin Biao en 1971.
Il soutient la politique des Quatre Modernisations, proposé par un Zhou Enlai mourant, ce programme visait à réformer entièrement le pays et le sortir du marasme de la révolution culturelle. 
Mais après le décès de Zhou en janvier 1976, les Quatre Modernisations sont stoppées net et la Bande des Quatre, considérant cette politique comme contre-révolutionnaire réussit à empêcher les hommages envers Zhou Enlai à travers la campagne des Cinq non. Mais la popularité de Zhou Enlai était telle que la colère augmentait envers la bande des Quatre et même envers Mao qui restait passif; cette situation débouche sur le Mouvement du 5 Avril. 
Deng Xiaoping est tenu responsable du mouvement et est limogé une seconde fois sans être exclu du parti mais doit s’exiler à Canton. Ye protège Deng durant cette période.
Après la mort de Mao, s'ouvre la guerre de succession entre deux principales factions, l'extrême-gauche emmené par Jiang Qing la veuve de Mao et les modérés du nouveau premier ministre Hua Guofeng. Ye dirige la conspiration visant au renversement de l'aile gauche du parti, lors des réunions de planification à sa résidence, lui et Li Xiannian communiquent par écrit, bien qu'ils soient assis l'un à côté de l'autre, en raison de la possibilité d'écoute.
La Bande des Quatre est arrêtée le 6 octobre sur ordre de Hua Guofeng, ce dernier devient président du Parti dès le lendemain. Grâce à l'action indispensable de Ye, Hua Guofeng le nomme Premier vice-président du parti à l'issue du 11e congrès de août 1977.
Étant devenu octogénaire, il devient difficile pour Ye d'assurer ses fonctions et il décide de démissionner du ministère de la Défense et est remplacé par le maréchal Xu Xiangqian.
Il est nommé président du Comité permanent de l'Assemblée nationale populaire, poste vacant depuis la mort de Zhu De. Conformément à la constitution chinoise de 1975, il assure à ce titre les fonctions honorifiques de chef de l'État. Il occupe ses fonctions jusqu'en 1983.
Ye Jianying prend sa retraite en 1985 et meurt un peu plus d'un an plus tard à l'âge de 89 ans.